# Demokratische Fortschrittliche Partei
De Demokratische Fortschrittliche Partei (Nederlands: Democratische Vooruitgangspartij, DFP) was een rechts-populistische en nationalistische politieke partij in Oostenrijk die in 1965 werd opgericht door oud-minister van Binnenlandse Zaken Franz Olah. 
Olah, een voormalig voorzitter van de vakbond ÖGB en lid van de Sozialistische Partei Österreichs (SPÖ), stond bekend als een autoritaire man die veel in zijn carrière te maken kreeg met veel tegenstrevers. Als minister van Binnenlandse Zaken werd hij in 1964 door zijn eigen partijgenoten ten val gebracht en uit de SPÖ gesloten. Kort daarna richtte hij de DFP op, die bij de parlementsverkiezingen van 1966 weliswaar 3% van de stemmen wist te verwerven maar vanwege de kiesdrempel toch geen zetels in de Nationale Raad kreeg. De kiezers die hun stem uitbrachten op DFP, mensen die in het verleden op de socialisten stemden (er zaten o.a. veel vakbondsleden bij), wisten de SPÖ echter dusdanig te verzwakken dat de ÖVP een absolute meerderheid wist te verwerven in de Nationale Raad.
Bij de gemeenteraadsverkiezingen in Wenen in 1969 won de partij 3 zetels in de gemeenteraad. Kort daarop ging de DFP ter ziele toen Olah besloot om zich uit de politiek terug te trekken. Een deel van de partijfunctionarissen maakte de overstap naar de FPÖ.